# 夏昭容
昭容夏氏（しょうよう かし、生没年不詳）は、五代十国時代の後唐の荘宗李存勗の妃嬪。

## 生涯
同光2年（924年）11月、夏氏は昭容に封ぜられた。
同光4年（926年）、荘宗は禁軍によって殺害された。朱守殷はどさくさに紛れて30人余りの妃嬪を奪ったが、荘宗の寵愛を受けていた夏氏には手を出さなかった。明宗李嗣源が即位すると、劉皇后は賜死となり、荘宗の妃嬪らは実家に帰された。夏氏は家族がなく、同姓のよしみで河陽節度使の夏魯奇の家に寄寓した。
長興2年（931年）正月、明宗の命により契丹の皇子の耶律突欲に嫁いだ。しかし耶律突欲は気性が荒く、家庭内暴力が続いた。夏氏は堪えきれず、離婚した。その後、出家した。

## 伝記資料
- 『新五代史』
- 『旧五代史』
- 『資治通鑑』